# エレンベルク (ヴュルテンベルク)
エレンベルク (ドイツ語: Ellenberg) は、ドイツ連邦共和国バーデン＝ヴュルテンベルク州シュトゥットガルト行政管区のオストアルプ郡に属す町村（以下、本項では便宜上「町」と記述する）である。
この町はエルヴァンゲン市の行政共同体に加盟している。

## 地理

### 位置
エレンベルクは、シュトゥットガルトとニュルンベルクとを結ぶ直線のほぼ中間点、フィルングルント東端のホルンベルク北東峰南斜面に位置する。この町は、一部がアルプ東部フォアラントおよびシュヴェービッシュ＝フレンキッシェ森林山地に含まれる。両者は、シュヴェービッシェス・コイパー＝ライアス＝ラントおよびフレンキッシェス・コイパー＝ライアス＝ラントの一部であるミッテルフランケン盆地に属す。エレンベルクをヨーロッパ分水帯が通っている。東の入り口がドナウ水系とライン水系とを分けるヨーロッパ分水帯で、これを示す標石が設けられている。

### 自治体の構成
エレンベルクは、中心となるエレンベルク地区をはじめ 20の小集落や住居群からなるが、そのほとんどは小さな住宅地である。住民の大部分が主邑のエレンベルクおよびブライテンバッハ地区に住んでいる。

### 土地利用
| 土地利用種別面積 | 農業用地 | 森林   | 住宅地 | 産業用地 | 交通用地 | 水域  | レジャー用地 | その他 |
| ---------------- | -------- | ------ | ------ | -------- | -------- | ----- | ------------ | ------ |
| 面積 (km2)       | 8.67     | 18.49  | 0.41   | 0.03     | 1.48     | 0.48  | 0.18         | 0.46   |
| 占有率           | 28.7 %   | 61.2 % | 1.4 %  | 0.1 %    | 4.9 %    | 1.6 % | 0.6 %        | 1.5 %  |

州統計局の2015年現在のデータによる。

## 歴史
この町は1300年に最初の記録が遺されており、2000年に700年祭を祝った。しかし、教会から発掘された出土品は、それよりずっと以前からここに定住地があったことを示している。エレンベルクは1806年からオーバーアムト・エルヴァンゲンに属した。このオーバーアムト廃止後、1938年にアーレン郡に編入され、1973年の郡の再編以降はオストアルプ郡に属している。

## 住民

### 宗教
エレンベルクは主にローマ＝カトリックの町である。少数の福音主義信者は、ヴェルト教会区に属している。エレンベルクには「母なる神の悲しみに献げられた教区教会」がある。このバロック建築は1500年頃の後期ゴシック様式のピエタ像を有している。

## 行政

### 首長
2009年3月8日の町長選挙でライナー・クネヒトは、対立候補がおらず、99.13 % の支持票を獲得して3期目の当選を果たした。この選挙の投票率は 60.85 % であった。

### 議会
2014年の町議会選挙に基づくこの町の議会は 12議席で構成されている。

### 紋章
図柄: 金地。盾の端から現れる左向き（向かって右向き）の黒いヘラジカの頭部。
この町は1924年にシュトゥットガルトの文書館館長のデザインを採用した。ヘラジカ (ドイツ語: Elch) の頭は、地口の紋章としてこの町の名前を表す。
1957年7月26日にバーデン＝ヴュルテンベルク州内務省に認可されたこの町の旗の色は青色 - 黄色である。この紋章と異なる配色の旗は、州の旗（金 - 黒）と区別するよう町が配慮して決定した。

## 経済と社会資本

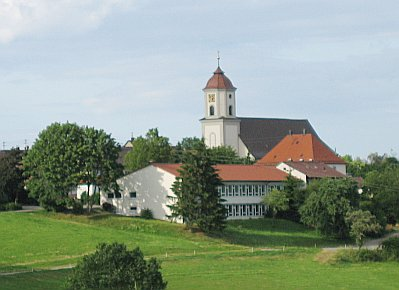
エレンベルクの教会と学校

### 教育
エレンベルクには、生徒数約120人の基礎課程学校が1校ある。これより上級の学校はエルヴァンゲンにある。町にはローマ＝カトリック教会の幼稚園が1園ある。